# Niedervogelgesang
Niedervogelgesang je vesnice, místní část velkého okresního města Pirna v německé spolkové zemi Sasko. Nachází se v zemském okrese Saské Švýcarsko-Východní Krušné hory a má 69 obyvatel.

## Historie
Vesnice Niedervogelgesang byla založena v první polovině 16. století. První písemná zmínka pochází z roku 1551, kdy je zmiňována jako Fogelgesenger. Roku 1590 je již uváděna jako Vogelgesang a v roce 1651 prvně jako Nieder Vogelgesang (pro odlišení od sousedního Obervogelgesangu). Roku 1923 se stala vesnice součástí města Pirna.

## Geografie
Zástavba Niedervogelgesangu se rozkládá podél cesty na levém břehu Labe a plynule na ni navazuje vesnice Obervogelgesang. Vesnice se nachází v pískovcové oblasti Saského Švýcarska na území Chráněné krajinné oblasti Saské Švýcarsko. Vsí prochází železniční trať Děčín–Drážďany, nejbližší železniční zastávkou je Obervogelgesang ležící asi 100 metrů od horního konce vsi. Po hlavní cestě prochází Malířská cesta.